# Giovanni di Schleswig-Holstein-Sonderburg
Giovanni di Schleswig-Holstein-Sonderburg (Haderslev, 25 marzo 1545 – Glücksburg, 9 ottobre 1622) fu il quarto figlio del re Cristiano III di Danimarca e di Dorotea di Sassonia-Lauenburg. Portò il titolo di duca di Schleswig-Holstein-Sonderburg.

## Biografia
Nato a Haderslev, era fratello minore di Federico II di Danimarca, che gli concesse una parte del ducato. Prese attivamente parte al governo della Danimarca e sostenne sua cognata, la regina Sofia di Meclemburgo-Güstrow, durante la minore età del nipote Cristiano IV di Danimarca. Si pensò addirittura che la volesse sposare nel 1588 o 1589, ripudiandolo la seconda giovane moglie. Giovanni morì a Glücksburg.

## Matrimoni e discendenza
Giovanni si sposò due volte:
la prima volta a Kolding, il 19 agosto 1568, con Elisabetta di Brunswick-Grubenhagen, figlia di Ernesto III di Brunswick-Grubenhagen dalla quale ebbe 14 figli:
- Dorotea (1569-1593), sposò il 23 novembre 1589 il duca Federico IV di Legnica
- Cristiano, duca di Schleswig-Holstein-Ærø (1570-1633)
- Ernesto (1572-1596)
- Alessandro (1573-1627), duca di Schleswig-Holstein-Sonderburg
- Augusto (1574-1596)
- Maria (1575-1640), badessa di Itzehoe
- Giovanni Adolfo, duca di Schleswig-Holstein-Nordborg (1576-1624)
- Anna (1577-1616), sposò il 31 maggio 1601 il duca Boghislao XIII di Pomerania
- Sofia (1579-1618), sposò l'8 marzo 1607 il duca Filippo II di Pomerania
- Elisabetta (1580-1653), sposò il 19 febbraio 1615 il duca Boghislao XIV di Pomerania
- Federico, duca di Schleswig-Holstein-Sønderburg-Norburg (1581-1658)
- Filippo, duca di Schleswig-Holstein-Sonderburg-Glücksburg (1584-1663)
- Margherita (1583-1638), andata sposa il 27 febbraio 1603 al conte Giovanni VII di Nassau-Siegen
- Alberto (1585-1613)

Rimasto vedovo si risposò il 14 febbraio 1588 con Agnese Edvige di Anhalt, dalla quale ebbe 9 figli:
- Eleonora (1590-1669)
- Anna Sabina (1593-1659), sposò il 1º gennaio 1618 il duca Giulio Federico di Württemberg-Weiltingen
- Giovanni Giorgio (1594-1613)
- Gioacchino Ernesto, duca di Schleswig-Holstein-Sønderborg-Plön (1595-1671)
- Dorotea Sibilla (1597)
- Dorotea Maria (morta giovane nel 1600)
- Bernardo (1601)
- Eleonora Sofia (1603-1675), sposò il 28 febbraio 1624 il principe Cristiano II di Anhalt-Bernburg.
- Agnese Maddalena (1607)

## Ascendenza
|                                           |                                  |                                    | Genitori                           |  |  | Nonni |  |  | Bisnonni                 |  |  | Trisnonni             |  |
|                                           |                                  |                                    |                                    |  |  |       |  |  | Cristiano I di Danimarca |  |  | Dietrich di Oldenburg |  |
|                                           |                                  |                                    |                                    |  |  |       |  |  | Cristiano I di Danimarca |  |  | Dietrich di Oldenburg |  |
|                                           |                                  | Edvige di Schauenburg              |                                    |  |  |       |  |  | Cristiano I di Danimarca |  |  |                       |  |
| Federico I di Danimarca                   |                                  |                                    |                                    |  |  |       |  |  | Cristiano I di Danimarca |  |  |                       |  |
|                                           |                                  | Dorotea di Brandeburgo             | Giovanni l'Alchimista              |  |  |       |  |  |                          |  |  |                       |  |
|                                           |                                  | Dorotea di Brandeburgo             | Giovanni l'Alchimista              |  |  |       |  |  |                          |  |  |                       |  |
|                                           |                                  | Dorotea di Brandeburgo             | Barbara di Sassonia-Wittenberg     |  |  |       |  |  |                          |  |  |                       |  |
| Cristiano III di Danimarca                |                                  | Dorotea di Brandeburgo             |                                    |  |  |       |  |  |                          |  |  |                       |  |
|                                           |                                  | Giovanni I di Brandeburgo          | Alberto III di Brandeburgo         |  |  |       |  |  |                          |  |  |                       |  |
|                                           |                                  | Giovanni I di Brandeburgo          | Alberto III di Brandeburgo         |  |  |       |  |  |                          |  |  |                       |  |
|                                           |                                  | Giovanni I di Brandeburgo          | Margherita di Baden                |  |  |       |  |  |                          |  |  |                       |  |
| Anna del Brandeburgo                      |                                  | Giovanni I di Brandeburgo          |                                    |  |  |       |  |  |                          |  |  |                       |  |
|                                           |                                  | Margherita di Sassonia             | Guglielmo III di Sassonia          |  |  |       |  |  |                          |  |  |                       |  |
|                                           |                                  | Margherita di Sassonia             | Guglielmo III di Sassonia          |  |  |       |  |  |                          |  |  |                       |  |
|                                           |                                  | Margherita di Sassonia             | Anna d'Asburgo                     |  |  |       |  |  |                          |  |  |                       |  |
| Giovanni di Schleswig-Holstein-Sonderburg |                                  | Margherita di Sassonia             |                                    |  |  |       |  |  |                          |  |  |                       |  |
|                                           | Giovanni V di Sassonia-Lauenburg | Bernardo III di Sassonia-Lauenburg |                                    |  |  |       |  |  |                          |  |  |                       |  |
|                                           | Giovanni V di Sassonia-Lauenburg | Bernardo III di Sassonia-Lauenburg |                                    |  |  |       |  |  |                          |  |  |                       |  |
|                                           | Giovanni V di Sassonia-Lauenburg | Adelaide di Pomerania-Stolp        |                                    |  |  |       |  |  |                          |  |  |                       |  |
| Magnus I di Sassonia-Lauenburg            | Giovanni V di Sassonia-Lauenburg |                                    |                                    |  |  |       |  |  |                          |  |  |                       |  |
|                                           |                                  | Dorotea di Hohenzollern            | Federico II di Brandeburgo         |  |  |       |  |  |                          |  |  |                       |  |
|                                           |                                  | Dorotea di Hohenzollern            | Federico II di Brandeburgo         |  |  |       |  |  |                          |  |  |                       |  |
|                                           |                                  | Dorotea di Hohenzollern            | Caterina di Sassonia               |  |  |       |  |  |                          |  |  |                       |  |
| Dorotea di Sassonia-Lauenburg             |                                  | Dorotea di Hohenzollern            |                                    |  |  |       |  |  |                          |  |  |                       |  |
|                                           |                                  | Enrico IV di Brunswick-Lüneburg    | Guglielmo IV di Brunswick-Lüneburg |  |  |       |  |  |                          |  |  |                       |  |
|                                           |                                  | Enrico IV di Brunswick-Lüneburg    | Guglielmo IV di Brunswick-Lüneburg |  |  |       |  |  |                          |  |  |                       |  |
|                                           |                                  | Enrico IV di Brunswick-Lüneburg    | Elisabetta di Stolberg-Wernigerode |  |  |       |  |  |                          |  |  |                       |  |
| Caterina di Braunschweig-Lüneburg         |                                  | Enrico IV di Brunswick-Lüneburg    |                                    |  |  |       |  |  |                          |  |  |                       |  |
|                                           |                                  | Caterina di Pomerania-Wolgast      | Eric II di Pomerania-Wolgast       |  |  |       |  |  |                          |  |  |                       |  |
|                                           |                                  | Caterina di Pomerania-Wolgast      | Eric II di Pomerania-Wolgast       |  |  |       |  |  |                          |  |  |                       |  |
|                                           |                                  | Caterina di Pomerania-Wolgast      | Sofia di Pomerania-Stolp           |  |  |       |  |  |                          |  |  |                       |  |
|                                           |                                  | Caterina di Pomerania-Wolgast      |                                    |  |  |       |  |  |                          |  |  |                       |  |